# Hapona aucklandensis
Hapona aucklandensis là một loài nhện trong họ Toxopidae.
Loài này thuộc chi Hapona. Hapona aucklandensis được miêu tả năm 1964 bởi Raymond Robert Forster.